# Пјер Мињар
Пјер Мињар (фр. Pierre Mignard; Троа, 7. новембар 1612 — Париз, 30. мај 1695) био је француски сликар. 
Био је дворски сликар Луја XIV-ог, директор Академије и мануфактурне таписерије Гоблен (Gobelin). Боравећи у Италији прихватио је колоризам тамошњих сликара. Портретисао је многе личности из версајског круга (Луј XIV, Колбер, Молијер, Марија Манћини). Радио је и слике за цркве (Богородице зване Les Mignardes), илузионистичке фреске (црква Вал-де-Грас), те митолошке и алегоријске композиције (таваница дворца Мансар у Сагони).

## Галерија
- Богородица
- Портрет Louise de Kérouaille
- Андромеда и Персеј